# Tarn (Gewässer)

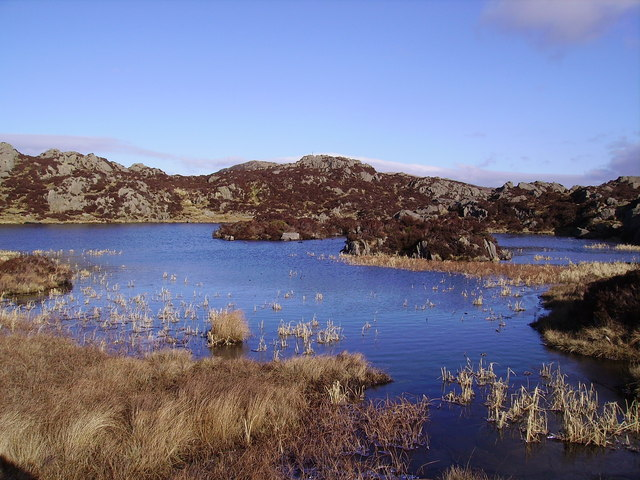
Der Innominate Tarn

Tarn ist das englische Wort für Karsee. Daneben ist es auch Namensbestandteil von Bergseen im nordenglischen Nationalpark Lake District.
Im allgemeinen Sprachgebrauch der nordenglischen Region wird Tarn auch für kleine Seen benutzt, unabhängig von der Entstehungsweise oder der Lage.
In den skandinavischen Sprachen bezeichnet tjern, tjärn, tärn oder tjørn einen kleinen natürlichen See, der oft in einem Wald liegt, dessen Vegetation bis an die Ufer oder ins Wasser hinein reicht.
Das Wort Tarn ist abgeleitet vom altnordischen tjörn, das Teich bedeutet, und findet sich in vielen Namen für kleine Seen in Cumbria und den Pennines als Folge der Namensgebung durch die dort nach Abzug der römischen Besatzung siedelnden Angelsachsen.